# Jochen Herling

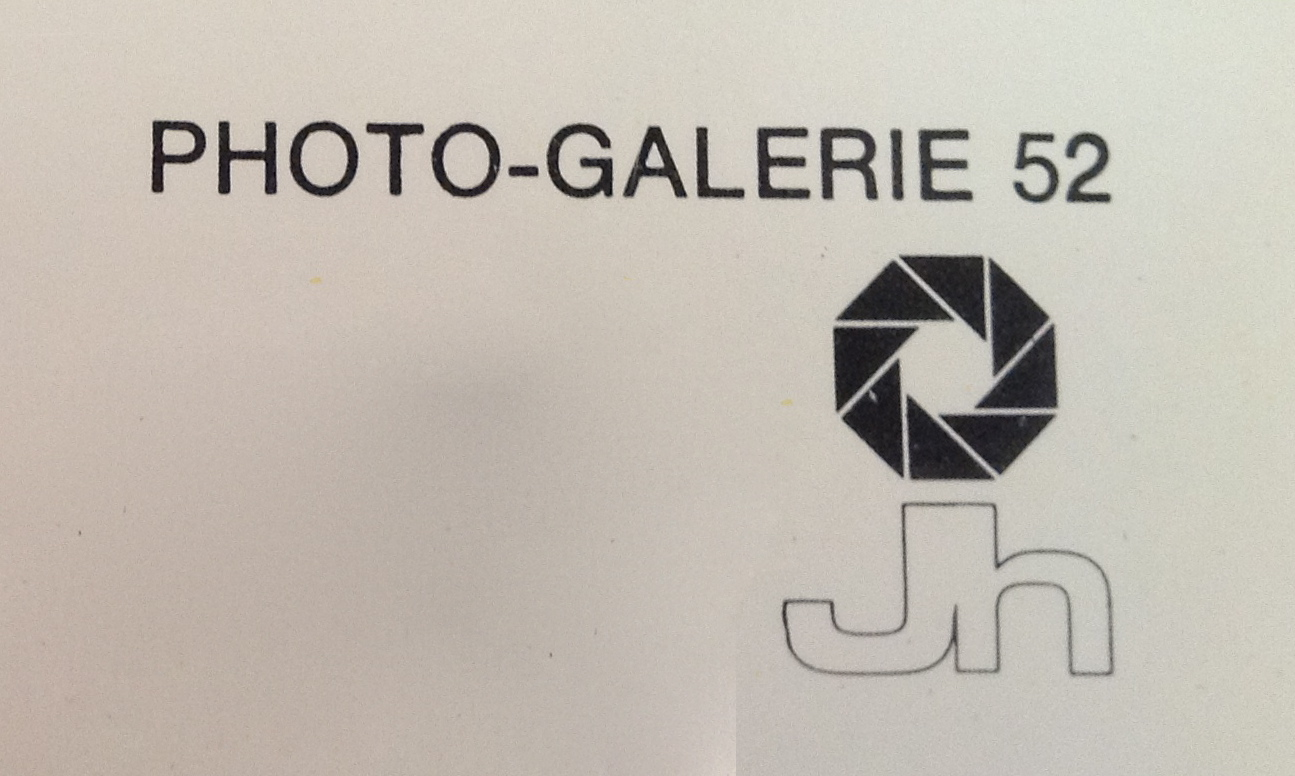
Logo fotogalerie 52

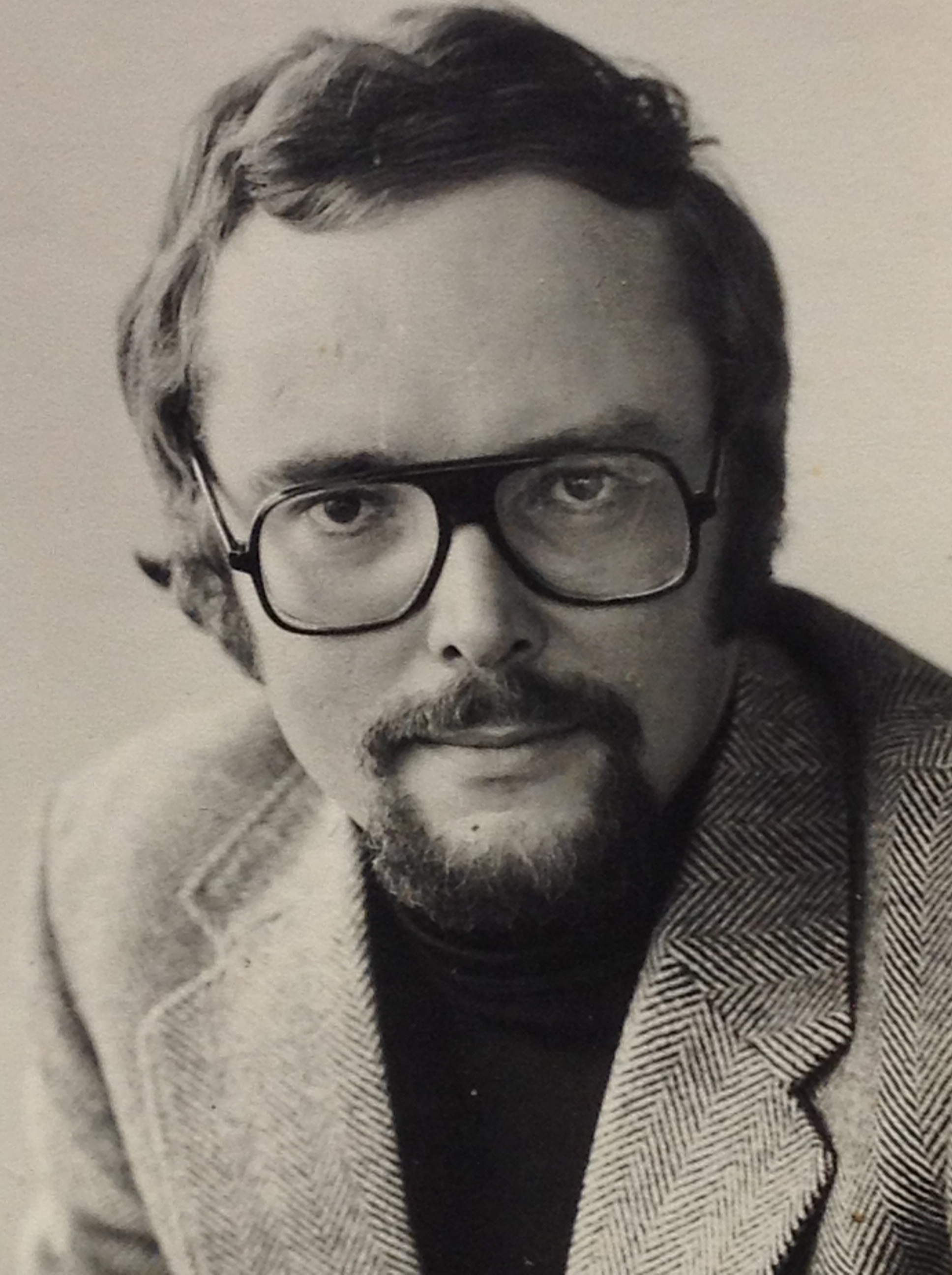
Jochen Herling, 1978

Jochen Herling (14. dubna 1943, Braunschweig – 27. prosince 2021) byl lucemburský profesionální fotograf, spisovatel a sběratel uměleckých děl.

## Životopis
Studia na univerzitě v Braunschweigu ukončil v roce 1962. V roce 1963 ho osud zavedl do Lucemburska, kde získal práci fotoreportéra v Lëtzebuerger Illustréiert Revue, kde působil až do roku 1980.
V letech 1963 až 1981 doprovázel velkovévodský pár, velkovévodkyni Josefínu Šarlotu Belgickou a velkovévodu Jana, na různých státních návštěvách, například v Rusku, Tunisku, Velké Británii, Senegalu, Číně, Japonsku, Koreji, Rakousku a na olympijských hrách v Mnichově a Montrealu. V roce 1979 byl spoluzakladatelem Přátel Edwarda Steichena.
V roce 1980 přijal lucemburskou státní příslušnost naturalizací.
V roce 1981 se stal OSVČ jako profesionální fotograf a spolu s manželkou založili ve městě Lucemburk Photo-Galerie 52, kterou provozovali 4 roky. Kromě jiného zde mohl vystavovat originální fotografie svého vzoru Edwarda Steichena. V letech 1982 až 2001 byl fotoreportérem týdeníku d'Luxembourger Land. Ve stejném období byl také oficiálním fotografem velkovévodské rodiny a také Informační a tiskové služby státního ministerstva.
V roce 2016 odkázal svých cca 300 000 negativů Fototéce Lucemburku.
Jochen Herling byl ženatý a měl 3 děti.

## Publikace
- 2002: Art & Vélo: Jochen Herling, Godbrange: Ed. M/H, (Lucemburk). 173 s.

## Výstavy
- 1973: "Mir Kanner"; Cercle Municipal, Lucembursko.
- 1980: "Pohledy na Ardeny", Maison Communale, Winseler.
- 1981: "Sillos", Thomas Mann Library
- 1981 a 1982: "Eis Mosel", Musée a Possen, Bechkleinmacher.
- 1982: "Sbírka polaroidů", Photo-Galerie 52, Lucembursko.
- 1986: "Život v Eschi", Fair Internationale, Lucembursko.
- 1986: "Den Escher op d'Bett gekuckt", Galerie d'Art Municipale, Esch/Alzette.
- 1992: "Bleibilder", Théatre des Capucins
- 2002: "Expo Art et Vélo", organizátor, Fred Becker Gallery, Lucembursko.
- 2018: "Trésors de la Photothèque - Jochen Herling", Ratskeller, město Lucemburk. [3]

## Knižní publikace s fotografiemi Jochena Herlinga
- Josiane Kartheiser, 1978: Flirt s Fesselnem.
- Josiane Kartheiser, 1980: Když ve mně rostou výkřiky.
- Evy Friedrich, 1980: Die Gemeinde Winseler
- Théo Peffer, 1982: Meine Zimmerpflanzen, vyd. Guy Binsfeld.
- Jos Sünnen, 1982: Malíř Mosel, Publications Mosellanes.
- Fons Theis, 1983: Toto je Lucembursko.
- Norbert Weins, 1983: Luxemburg- seine sagenumworbenen Holzrisen.
- Théo Peffer, 1983: Zahradní rostliny, edice Guy Binsfeld.
- Tun Nosbusch : 1983: Kachen a Brachen, vydání Guy Binsfeld.
- Théo Peffer, 1984: Mein Blumengarten, vydání Guy Binsfeld.
- Théo Peffer, 1985: Mein Ziergarten, vydání Guy Binsfeld.

## Knihy o umění: ilustrace uměleckých děl
- 1982–2002: Výstavní katalogy C.A.L (Cercle artistique de Luxembourg)
- 1982–2013: Roger Bertemes, Robert Brandy, Jeannot Bewing, Jean Marie Biwer, Henri Dillenburg, Marc Eichhorn, Francois Gillen, Eliane Goedert-Stoltz, Ben Heyart, Jim Junius, Emile Kirscht, Henri Kraus, Jean-Pierre Lamboray, Ger Maas, Gast Michels, Guy Michels, Pit Nicolas, Paul Roettgers, Charly Reinertz, Francois Schortgen, Maggie Stein / Jim George, Chu Ten Chun, Emile Van der Vekene, Lucien Wercollier, Raymond Weiland.
- 1986: Janula, Galerie Simonchini.
- 1986: Jeho historie, jeho sbírky, jeho služby, Bibliothèque Nationale de Luxembourg.
- 2018: Poklady Fototéky - Jochen Herling, Photothèque de la Ville de Luxembourg, Lucemburk. ISBN 978-2-9599812-7-2